# 덴소컵
덴소컵은 매년 봄에 한•일 대학 축구 선발팀 간에 열리는 대항전이다.

## 개요
이 대회는 1986년에 중경 텔레비전컵 영 축구 페스티벌·대학부로서 개최되어 온 것을 1992년 부터 덴소 (당시의 사명은 일본 전장 주식회사)가 협찬해 개최하게 되었다. 대회는 크게 한일대학 정기전(덴소컵 축구)과 일본 지역 대항전인 덴소컵 챌린지 축구로 나뉜다.

## 한일대학교 정기전 · 한일대학대항전 (덴소컵 축구)
역사
이전 챌린지 컵 종료 직후에 개최하던 1996년까지는 학생 동서 대항전이라고 불렸다가, 1997년 부터 2002년 월드컵·한일 대회 개최를 기념하여 '한일 대학 대항전'이라고 명명 개최되게 되었다. 한국 학생 축구 선발팀을 초청해 일본에서는 덴소컵 도전 축구의 우수선수 선발팀이 출전하며 2004년 부터는 1년마다 일본과 한국에서 개최하는 정기전(원칙 춘계 3월, 4월 시행)으로 개최되고 있다. 2005년 다케시마의 날에 얽힌 한일관계의 긴장부터 개최(한국홈)는 한때 동결되었지만 12월에 개최되었다.
2023년 3월, 일본에서 열린 22회 대회에서 1•2학년 챔피언십과 여자 대학선발팀 경기가 시범 운영되었으며, 9월에 공식적으로 세부분으로 확대, 개편되었다.
경기 방식
전•후반 90분동안 진행하며, 동점일 경우 연장전을 실시한다. 그럼에도 동점일 경우에는 무승부로 종료한다.
결과

### 남자
한일대학 대항전 통산 대전 성적:  대한민국 3승  일본 4승 (0 무승부)
| 개최일          | 홈 국가 | 결과 | 어웨이 국가 | 경기장                    | 기록 |
| --------------- | ------- | ---- | ----------- | ------------------------- | ---- |
| 1997년 4월 13일 | 일본    | 1-0  | 대한민국    | 니시가오카 축구장         |      |
| 1998년 4월 12일 | 일본    | 0-1  | 대한민국    | 도쿄 국립경기장           |      |
| 1999년 4월 11일 | 일본    | 0-1  | 대한민국    | 도쿄 국립경기장           |      |
| 2000년 4월 9일  | 일본    | 4-1  | 대한민국    | 요코하마 국제 종합 경기장 |      |
| 2001년 4월 8일  | 일본    | 2-0  | 대한민국    | 요코하마 국제 종합 경기장 |      |
| 2002년 4월 7일  | 일본    | 3-2  | 대한민국    | 도쿄 국립경기장           |      |
| 2003년 4월 6일  | 일본    | 0-1  | 대한민국    | 도쿄 국립경기장           |      |

한일대학 정기전 통산 대전 성적:  대한민국 8승  일본 10승  (2 무승부)
| 개최일         | 홈 국가                  | 결과                     | 어웨이 국가              | 경기장                      | 기록                     |
| -------------- | ------------------------ | ------------------------ | ------------------------ | --------------------------- | ------------------------ |
| 2004년 4월4일  | 일본                     | 3 - 2                    | 대한민국                 | 도쿄 국립경기장             |                          |
| 2005년 12월4일 | 대한민국                 | 2 - 1                    | 일본                     | 의정부종합운동장            |                          |
| 2006년 3원26일 | 일본                     | 4 - 2                    | 대한민국                 | 사이타마 스타디움           |                          |
| 2007년 3월25일 | 대한민국                 | 3 - 0                    | 일본                     | 안양종합운동장              |                          |
| 2008년 3월23일 | 일본                     | 3 - 1                    | 대한민국                 | 도쿄 국립경기장             |                          |
| 2009년 3월29일 | 대한민국                 | 3 - 1                    | 일본                     | 안양종합운동장              |                          |
| 2010년 3월28일 | 일본                     | 1 - 1                    | 대한민국                 | 도쿄 국립경기장             |                          |
| 2011년 3월27일 | 대한민국                 | 2 - 2                    | 일본                     | 안양종합운동장              |                          |
| 2012년 3월25일 | 일본                     | 2 - 1                    | 대한민국                 | 도쿄 국립경기장             |                          |
| 2013년 3월24일 | 대한민국                 | 2 - 0                    | 일본                     | 안양종합운동장              |                          |
| 2014년 3월29일 | 일본                     | 6 - 0                    | 대한민국                 | 도도로키 육상 경기장        |                          |
| 2015년 3월29일 | 대한민국                 | 2 - 1                    | 일본                     | 화성종합경기타운            |                          |
| 2016년 3월20일 | 일본                     | 2 - 1                    | 대한민국                 | 도도로키 육상 경기장        |                          |
| 2017년 3월12일 | 대한민국                 | 2 - 1                    | 일본                     | 파주스타디움                |                          |
| 2018년 3월18일 | 일본                     | 4 - 3                    | 대한민국                 | 가시와노하 공원 종합경기장  |                          |
| 2019년 3월17일 | 대한민국                 | 2 - 1                    | 일본                     | 통영 공설운동장             |                          |
| 2020년         | 코로나19 범유행으로 취소 | 코로나19 범유행으로 취소 | 코로나19 범유행으로 취소 | 코로나19 범유행으로 취소    | 코로나19 범유행으로 취소 |
| 2021년         | 코로나19 범유행으로 취소 | 코로나19 범유행으로 취소 | 코로나19 범유행으로 취소 | 코로나19 범유행으로 취소    | 코로나19 범유행으로 취소 |
| 2022년6월25일  | 일본                     | 5 - 0                    | 대한민국                 | 레몬 가스 스타디움 히라츠카 |                          |
| 2022년 9월17일 | 대한민국                 | 3 - 2                    | 일본                     | 안양종합운동장              |                          |
| 2023년 3월21일 | 일본                     | 1 - 0                    | 대한민국                 | 우라와 고마바 스타디움      | pdf                      |
| 2024년 3월24일 | 대한민국                 | 0 - 2                    | 일본                     | 안양종합운동장              | hwp                      |

### 여자
통산 대전 성적:  대한민국 0승  일본 2승
| 개최일          | 홈 국가  | 결과 | 어웨이 국가 | 경기장                 | 기록 |
| --------------- | -------- | ---- | ----------- | ---------------------- | ---- |
| 2023년 3월 21일 | 일본     | 4-1  | 대한민국    | 우라와 고마바 스타디움 |      |
| 2024년 3월 23일 | 대한민국 | 1-4  | 일본        | 효창운동장             |      |

### 1•2학년 챔피언십
통산 대전 성적:  대한민국 0승  일본 1승 (1 무승부)
| 개최일          | 홈 국가  | 결과 | 어웨이 국가 | 경기장          | 기록 |
| --------------- | -------- | ---- | ----------- | --------------- | ---- |
| 2023년 3월 20일 | 쓰쿠바대 | 5-1  | 인천대      | 우라야스 경기장 |      |
| 2024년 3월 23일 | 용인대   | 2-2  | 와세다대    | 효창운동장      | hwp  |

## 덴소컵 챌린지 축구
상세
- 전국을 홋카이도·도호쿠, 간토A, 간토B, 도카이·북신에쓰, 간사이A, 간사이B, 중국·시코쿠, 규슈의 6지역 8팀으로 나누고, 그것을 4팀씩 2조로 총당 리그전을 배포. 각 쌍의 동순위 팀끼리 순위 결정전을 실시한다.
- 2011년부터는 간사이 A, B가 간사이 선발 1팀으로 편성되어 대신 전일본 대학 선발이 참가한다.

경기 방식
- 예선은 20분 하프. 승점 제도가 있고, 승 3, 무승부 1, 패 0.
- 결승전을 포함한 순위 결정전은 45분 하프. 동점의 경우는 연장전 없이 PK전 에서 순위를 결정한다.

결과
| 연도   | 우승팀                          | 최우수 선수                     | 개최지                          |
| ------ | ------------------------------- | ------------------------------- | ------------------------------- |
| 2000년 | 간사이 A                        | 카게야마 타카시                 | 미야자키현 아야마치             |
| 2001년 | 관동 A                          | 하네 나오 츠요시                | 구마모토 현 오쓰마치            |
| 2002년 | 간사이 B                        | 에소에 켄지로                   | 가가와현 마루가메시             |
| 2003년 | 관동 A                          | 이와마사 다이키                 | 오이타현 오이타시               |
| 2004년 | 중국·시코쿠                     | 다카하시 다이스케               | 미야자키현 미야자키시           |
| 2005년 | 간토 B                          | 난바 히로아키                   | 에히메현 신이 하마시            |
| 2006년 | 관동 A                          | 효도 신고                       | 고치현 하루노초                 |
| 2007년 | 관동 A                          | 다카사키 히로유키               | 나가사키현 시마바라시           |
| 2008년 | 도카이·키타신에쓰               | 히가시구치 준쇼                 | 미야자키현 미야자키시           |
| 2009년 | 간사이 A                        | 니시오카 켄타                   | 가고시마 현 미나미 사츠마시     |
| 2010년 | 도카이·키타신에쓰               | 모리모토 료                     | 미야자키 현 서도시              |
| 2011년 | 전일본                          | 야마무라 카즈야                 | 오사카부 사카이시               |
| 2012년 | 전일본                          | 이즈미자와 히토시               | 미야자키현 미야자키시           |
| 2013년 | 간사이                          | 쿠도 미츠키                     | 나가사키현 시마바라시           |
| 2014년 | 전일본                          | 후쿠시마 하루키                 | 미야자키현 서도시               |
| 2015년 | 전일본                          | 기모토 쿄세이                   | 히로시마현 전역                 |
| 2016년 | 간사이                          | 데즈오카 다이키                 | 미야자키현 전                   |
| 2017년 | 관동 A                          | 모리타 에이쇼                   | 아이 치현 카리야시              |
| 2018년 | 간토 B · 기타 신 에츠           | 오노하라 카즈야                 | 구마모토현 오쓰마치             |
| 2019년 | 전일본                          | 없음                            | 오사카부 전역                   |
| 2020년 | 일본의 코로나19 범유행으로 취소 | 일본의 코로나19 범유행으로 취소 | 일본의 코로나19 범유행으로 취소 |
| 2021년 | 관동 A                          | 야마바라 레이네                 | 사이타마 현 구마가야시          |
| 2022년 | 간토 B                          | 콘도 이키나리                   | 후쿠시마현                      |
| 2023년 | 간사이                          | 미토 윤                         | 이바라키 현 히타치나카시        |